# Кивенлахти (станция метро)
Кивенлахти (фин. Kivenlahti) или по-шведски Стенсвик (швед. Stensvik) — конечная из пяти станций Хельсинкского метрополитена, открывшихся 3 декабря 2022 года. Станция расположена в одноимённом районе, за станцией Эспоонлахти, до которой 1,0 км. В настоящее время конечная